# Кремона (округ)
Округ Кремона (итал. Provincia di Cremona) је округ у оквиру покрајине Ломбардије у северној Италији. Седиште округа покрајине и највеће градско насеље је истоимени град Кремона.
Површина округа је 1.772 км², а број становника 358.074 (2008. године).

## Природне одлике
Округ Кремона се налази у северном делу државе, без излаза на море. Положај округа је у Падској низији, тј. округ је у потпуности равничарски. Реке у округу су истовремено и његове границе. Јужна граница округа је река По, западна Ада, а источна Ољо.

## Становништво
По последњим проценама из 2008. године у округу Кремона живи више више од 350.000 становника. Густина насељености је велика, око 200 ст/км². Посебно је густо насељено подручје око града Кремоне.
Поред претежног италијанског становништва у округу живе и велики број досељеника из свих делова света.

## Општине и насеља
У округу Кремона постоји 115 општина (итал. Comuni).
Најважније градско насеље и седиште округа је град Кремона (72.000 становника), који са предграђима има знатно више становништва. Други по велиини град је Крема (34.000 ст.) на западу округа.